# إرنست فون زالومون
إرنست فون زالومون (بالألمانية: Ernst von Salomon)‏ (و. 1902 – 1972 م) هو كاتب سيناريو، وكاتب ألماني، ولد في كيل، كان عضوًا في الحزب النازي، وكان عضوًا في كتيبة العاصفة، توفي عن عمر يناهز 70 عاماً، بسبب مرض.

## وصلات خارجية
- إرنست فون زالومون على موقع IMDb (الإنجليزية)
- إرنست فون زالومون على موقع مونزينجر (الألمانية)
- إرنست فون زالومون على موقع ألو سيني (الفرنسية)
- إرنست فون زالومون على موقع قاعدة بيانات الأفلام السويدية (السويدية)
- إرنست فون زالومون على موقع قاعدة بيانات الفيلم (الإنجليزية)
- إرنست فون زالومون على موقع كينوبويسك (الروسية)

- إرنست فون زالومون في قاعدة بيانات الأفلام على الإنترنت